# Sentiment antijaponais

Le drapeau de la marine impériale japonaise semblait particulièrement alarmant et hostile durant la Seconde Guerre mondiale. De nos jours il reste pour les orientaux le symbole des atrocités commises, au même titre que la croix gammée pour les occidentaux

Le sentiment antijaponais concerne la xénophobie, particulièrement, la détestation, le grief, le soupçon, l'intimidation, la peur ou l'hostilité envers les Japonais, le Japon ou la culture japonaise. Parfois, le terme japonophobie ou de nippophobie est aussi utilisé.

## Aperçu général
| Pays         | Positif | Négatif | Neutre | Positif-négatif |
| ------------ | ------- | ------- | ------ | --------------- |
| Chine        | 5       | 90      | 5      | -85             |
| Corée du Sud | 15      | 79      | 6      | -64             |
| Allemagne    | 28      | 46      | 26     | -18             |
| Inde         | 27      | 29      | 44     | -2              |
| Mexique      | 38      | 25      | 37     | 13              |
| Espagne      | 46      | 30      | 24     | 16              |
| Kenya        | 45      | 26      | 29     | 19              |
| Turquie      | 40      | 18      | 42     | 22              |
| France       | 58      | 34      | 8      | 24              |
| Pakistan     | 46      | 21      | 33     | 25              |
| Argentine    | 43      | 16      | 41     | 27              |
| Canada       | 58      | 30      | 12     | 28              |
| Israël       | 43      | 12      | 45     | 31              |
| Australie    | 59      | 26      | 15     | 33              |
| Russie       | 49      | 12      | 39     | 37              |
| Ghana        | 59      | 21      | 20     | 38              |
| Pérou        | 59      | 19      | 22     | 40              |
| UK           | 65      | 24      | 11     | 41              |
| USA          | 66      | 23      | 11     | 43              |
| Japon        | 50      | 6       | 44     | 44              |
| Brésil       | 70      | 19      | 11     | 51              |
| Indonésie    | 70      | 14      | 16     | 56              |
| Nigeria      | 72      | 13      | 15     | 59              |

| Pays         | Favorable | Défavorable | Neutre | Fav - Défav |
| ------------ | --------- | ----------- | ------ | ----------- |
| Chine        | 4%        | 90%         | 6%     | -86%        |
| Corée du Sud | 22%       | 77%         | 1%     | -55%        |
| Pakistan     | 51%       | 7%          | 42%    | 44%         |
| Philippines  | 78%       | 18%         | 4%     | 60%         |
| Australie    | 78%       | 16%         | 6%     | 62%         |
| Indonésie    | 79%       | 12%         | 9%     | 67%         |
| Malaisie     | 80%       | 6%          | 14%    | 74%         |

Les sentiments antijaponais vont de l'animosité à l'égard des décisions prises par le gouvernement japonais et d'un dédain pour la culture japonaise au racisme envers le peuple japonais. Des sentiments de déshumanisation ont été exacerbés par la propagande antijaponaise de la Seconde Guerre mondiale.
C'est en Chine et en Corée du Sud que ce sentiment antijaponais est le plus fort.
Traditionnellement en Occident et en Chine, le sentiment antijaponais se nourrissait d'insinuations assimilant les Japonais à des barbares. Le Japon cherchait à adopter les mœurs occidentales afin d'essayer de rejoindre l'Occident en tant que puissance impériale industrialisée. L'éditorial (intitulé Datsu-A Ron, ce qui peut être traduit par « quitter l'Asie ») de Fukuzawa Yukichi, publié en 1885, servit de socle intellectuel pour la modernisation et l'occidentalisation du Japon.

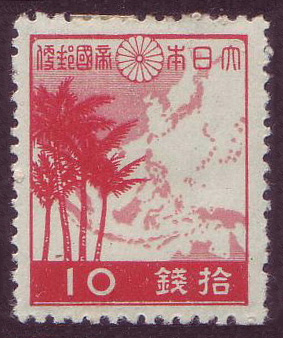
Timbre avec la carte de la sphère de coprospérité

La défaite du Japon lors de la Seconde Guerre mondiale ayant atténué l'animosité des populations occidentales, le sentiment antijaponais demeure toutefois latent chez les populations d'Extrême-Orient ayant autrefois été intégrées dans la sphère de coprospérité de la grande Asie orientale lors de l'expansion du Japon Showa. Ce sentiment est maintenu à vif par la perception générale d'un gouvernement japonais ne semblant pas assumer les atrocités commises par ses militaires, voire essayant de réécrire l'histoire concernant ces événements.
De plus, l'attentisme japonais concernant les 700 000 armes chimiques (selon le gouvernement japonais ) enterrées en Chine à la fin de la Seconde Guerre mondiale, menaçant tant l'environnement que la population ne va pas dans le sens d'une amélioration de la perception du Japon.
Périodiquement, des ressortissants japonais nourrissent les critiques à l'étranger. L'ancien Premier ministre Junichiro Koizumi fut par exemple lourdement critiqué par la Chine et la Corée du Sud pour avoir rendu hommage aux soldats morts pour les empereurs au sanctuaire de Yasukuni, où sont notamment inhumés tous ceux qui ont donné leur vie en combattant pour le Japon pendant la Seconde Guerre mondiale, dont 1 068 criminels de guerre reconnus. Il en fut de même pour l'ancien premier ministre Shinzo Abe lorsqu'il nia en 2007 l'implication de l'armée impériale japonaise dans l'enlèvement et l'asservissement des femmes de réconfort.
Avec l'appui du gouvernement, des nationalistes d'extrême-droite ont également publié des livres d'histoire purgeant les atrocités japonaises, et l'opinion internationale est souvent interpellée par la controverse entourant ces livres. D'autres personnes, Japonais pour la plupart, pensent que ce sentiment antijaponais a pour cause l'ethnocentrisme et une haine profonde et ancrée dans la culture des pays concernés.
Des faits divers impliquant des victimes étrangères ont provoqué un sentiment antijaponais, comme celui du cannibale Issei Sagawa. Après avoir tué et partiellement mangé une étudiante néerlandaise en France, la justice française le juge irresponsable de ses actes et l'a interné dans un hôpital psychiatrique. Il se fit extrader vers le Japon où des experts le déclarèrent responsable, mais il ne put être jugé une seconde fois, selon le droit international, et profita pendant quelque temps de sa notoriété.

## États-Unis

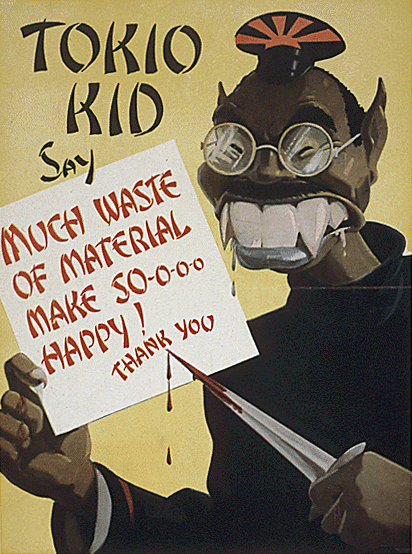
Le sentiment antijaponais a percé aux États-Unis pendant la Seconde Guerre mondiale. Le gouvernement a subventionné la production d'affiches de propagande utilisant des stéréotypes exagérés.

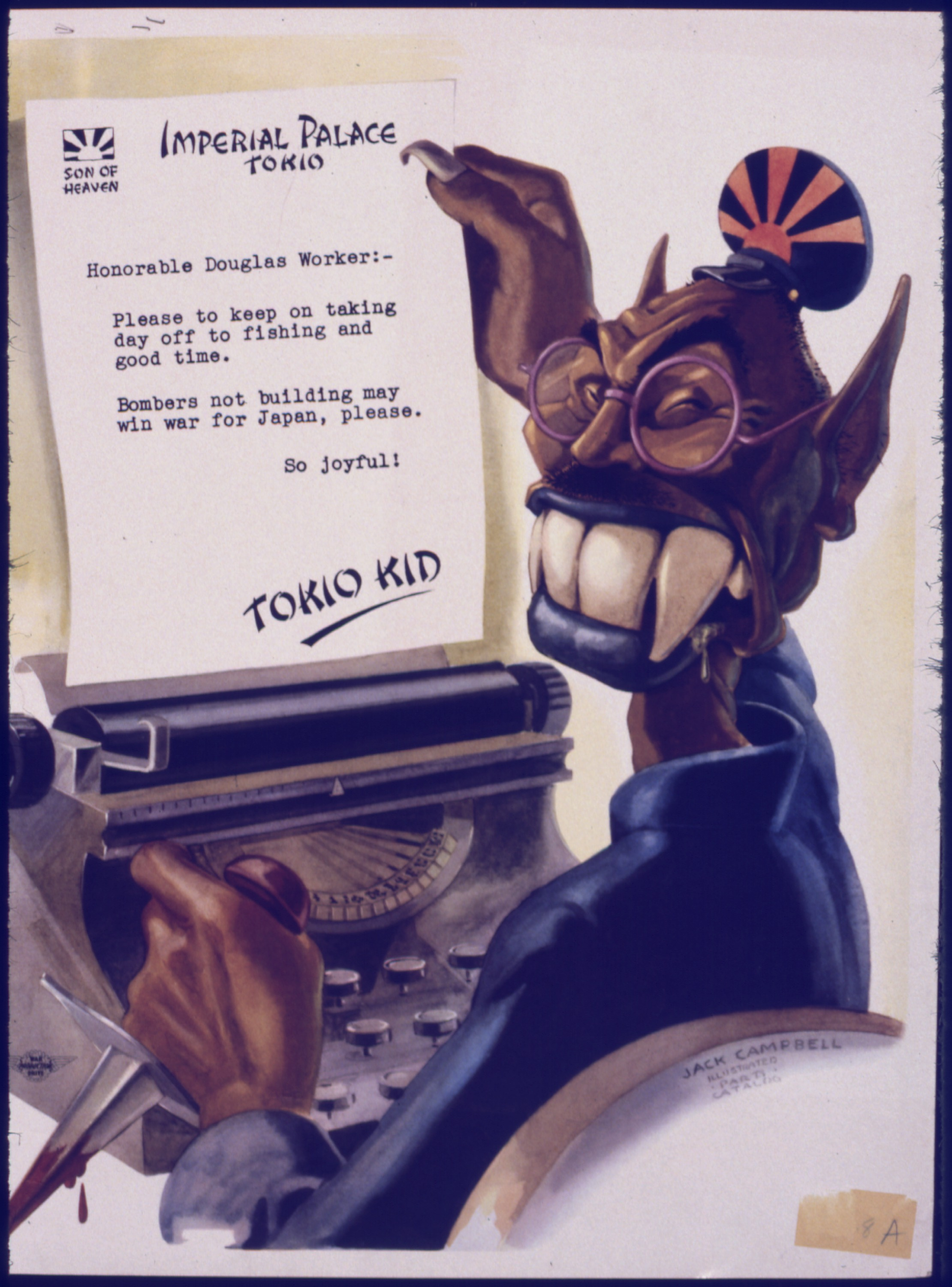
La propagande antijaponaise.

Le sentiment antijaponais a pris racine aux États-Unis bien avant la Seconde Guerre mondiale. Non seulement les japonais, mais également les immigrants asiatiques en général étaient sujets à une discrimination raciale dès la fin du XIXe siècle. Des lois discriminant ouvertement les japonais, ainsi que les chinois, coréens et philippins furent promulguées (comme la loi d'exclusion des Chinois en 1882 ou la loi Geary en 1892), leur interdisant l'accès à des droits tels que la citoyenneté américaine ou dans une certaine mesure la propriété.
Les nouveaux arrivants étaient les premiers touchés, étant pour la plupart des fermiers ils se retrouvaient réduits à devenir des travailleurs immigrés. La Ligue pour l'exclusion des asiatiques est parfois cité comme étant le point de départ du mouvement antijaponais californien.
Au XXe siècle, beaucoup d'américains voyaient le Japon comme un pays éclairé de l'Extrême-Orient qui avait su émuler l'Ouest et devenir une puissance coloniale, comme beaucoup de puissants pays européens à l'époque. Néanmoins, cette perception commença à changer avec les nombreux récits de brutalités japonaises dans les territoires conquis publiés dans la presse américaine, et l'opinion publique s'est modifiée.

## En Chine
Il y a un fort sentiment antijaponais en Chine. Certains parlent même de « haine nationale chinoise à l'égard du Japon »[réf. souhaitée]. Il semble qu'il y ait des variations locales dans la force de ce sentiment antijaponais, dont on suppose qu'il est plus faible dans les zones non soumises à l'occupation japonaise, et, ironiquement, dans celles occupées de longue date par les Japonais.
Les racines de cette aversion se trouvent dans l'histoire. Comme les pays occidentaux, le Japon a décollé en annexant des terres en Chine vers la fin de la dynastie Qing. Ce refus de la colonisation et les Vingt et une demandes du gouvernement japonais ont entrainé un boycott des produits japonais en Chine (voir mouvement du 4-Mai).
La plus grande partie du sentiment antijaponais en Chine peut être directement attribuée à la seconde guerre sino-japonaise, dans le contexte de la Seconde Guerre mondiale.
La guerre a eu comme conséquences en Chine la mort de 20 millions de civils et de 3 millions de militaires, en plus des 23 millions de morts d'origine chinoise en Asie du Sud-Est. De plus la guerre causa 383,3 milliards de dollars de dégâts et occasionna 95 millions de réfugiés. La Mandchourie, passée sous contrôle japonais en 1931, devint un état fantoche appelé Manzhouguo. De grandes villes furent par la suite occupées en 1937 par les Japonais : Nanjing, Shanghai et Pékin. De notables atrocités furent commises par les forces japonaises comme le massacre de Nankin. En Mandchourie, l'unité 731, une unité de recherche biologique utilisa des civils chinois comme cobayes. Des femmes de plusieurs pays d'Asie furent victimes d'esclavage sexuel dans des bordels pour l'armée japonaise.
Cela fut complété par l'arrogance et le mépris, nourri par l'idéologie du nationalisme japonais, que de nombreux Japonais portaient à la Chine ainsi que par la discipline brutale de l'armée impériale japonaise.
L'impression que le Japon n'a pas montré de réelle repentance pour ses actes pendant la Seconde Guerre mondiale est répandue en Chine. Les Chinois croient que les Japonais prennent à la légère les dommages et les souffrances qu'ils ont causés. Une méfiance persiste quant à la sincérité des quelques repentances du Japon pour son passé guerrier. Cette impression est relayée par les négligences de certains politiciens japonais ainsi que par l'affirmation par des nationalistes que les atrocités japonaises n'ont jamais eu lieu.
Des sentiments antijaponais seraient à l'origine de la censure par le gouvernement chinois du film Mémoires d'une geisha le 1er février 2006. Le fait que ce soit une actrice chinoise Zhang Ziyi, qui interprète le rôle de la geisha japonaise (les geishas étant souvent perçues, à tort, en Chine comme des prostituées) a déclenché une vive polémique dans une certaine partie de la population chinoise.

## En Corée
Le sentiment antijaponais dans la péninsule coréenne est souvent attribué à l'Histoire de la Corée sous occupation japonaise de 1910 à 1945 ; mais remonte aussi aux raids des wakō, des pirates japonais, et à la guerre Imjin en 1592.
Juste avant l'annexion de la Corée, des agents japonais sous les ordres de Miura Gorō ont aussi violé, tué puis brûlé l'impératrice Myeongseong de Corée,,. Tout ceci pour prévenir la montée de l'influence russe en Corée puisque l'impératrice entretenait de très bonnes relations avec la Russie.
Sous la dynastie Joseon, pendant le règne du roi Gojong, le Japon obtint de la Corée des droits diplomatiques par la force comme le traité d'Eulsa.
Après l'annexion de la Corée, le Japon utilisa une politique d'assimilation culturelle. Les coréens furent obligés d'adopter le système des noms de familles japonais mais aussi de donner au shintoïsme le statut de religion officielle. Il était aussi interdit d'écrire, de parler coréen dans les écoles, les endroits publics ou dans les places d'affaires.
Le 1er mars 1919, des manifestations antijaponaises demandèrent l'indépendance dans toute la péninsule coréenne. On estime que ce mouvement a rassemblé près de deux millions de personnes (Mouvement du 1er mars). Les manifestations furent brutalement réprimées. Il en résulta la mort de plusieurs milliers d'entre eux et l'emprisonnement ou la mutilation de dizaines de milliers de manifestants mais aussi la destruction de temples, d'églises, d'écoles et aussi de maisons. D'après les archives coréennes, 49 948 furent arrêtés, 7 509 furent tués, 15 961 furent blessés. Selon les archives japonaises, il y eût 8 437 arrestations, 553 morts et 1 409 blessés. L’Encyclopædia Britannica évoque 7 000 morts pendant les 12 mois du mouvement.
Pendant les années 1940, les Japonais confisquèrent les objets à base de métal comme les cuillères, les bols et même les baguettes car ils en avaient besoin pour fabriquer des armes. Ils enrôlèrent aussi de jeunes hommes de Corée pour le travail ainsi que pour le service militaire. Environ 200 000 jeunes filles et femmes furent utilisées dans le cadre d'esclavage sexuel : les femmes de réconfort.
Le sentiment antijaponais en Corée est aussi dû au révisionnisme historique japonais. Beaucoup de Coréens remarquent en effet le contraste entre l'attitude du Japon face aux atrocités commises avec celle de l'Allemagne. L'Allemagne a en effet totalement reconnu ses fautes ce qui n'est pas le cas du Japon. Beaucoup d'Asiatiques ne croient pas aux excuses du Japon alors que celles-ci sont suivies d'actions comme la visite au sanctuaire de Yasukuni.

## Autres pays
Après la défaite allemande lors de la Première Guerre mondiale, les Japonais ont été victimes de discrimination comme les Juifs. Beaucoup d'Allemands ont gardé une rancœur contre les Japonais après que l'Empire japonais eut pris le contrôle des colonies allemandes dans le Pacifique. Dans Mein Kampf, les Japonais sont décrits comme un peuple inférieur.
Certains soldats américains procédaient à des mutilations de soldats japonais pour rapporter des trophées de guerre tel que des membres ou des crânes.
En Russie, Staline a ordonné l'incarcération de plus de 600 000 Japonais et, à la fin de la Seconde Guerre mondiale, le massacre de milliers de Japonais en Manchourie.